# 友誼塔

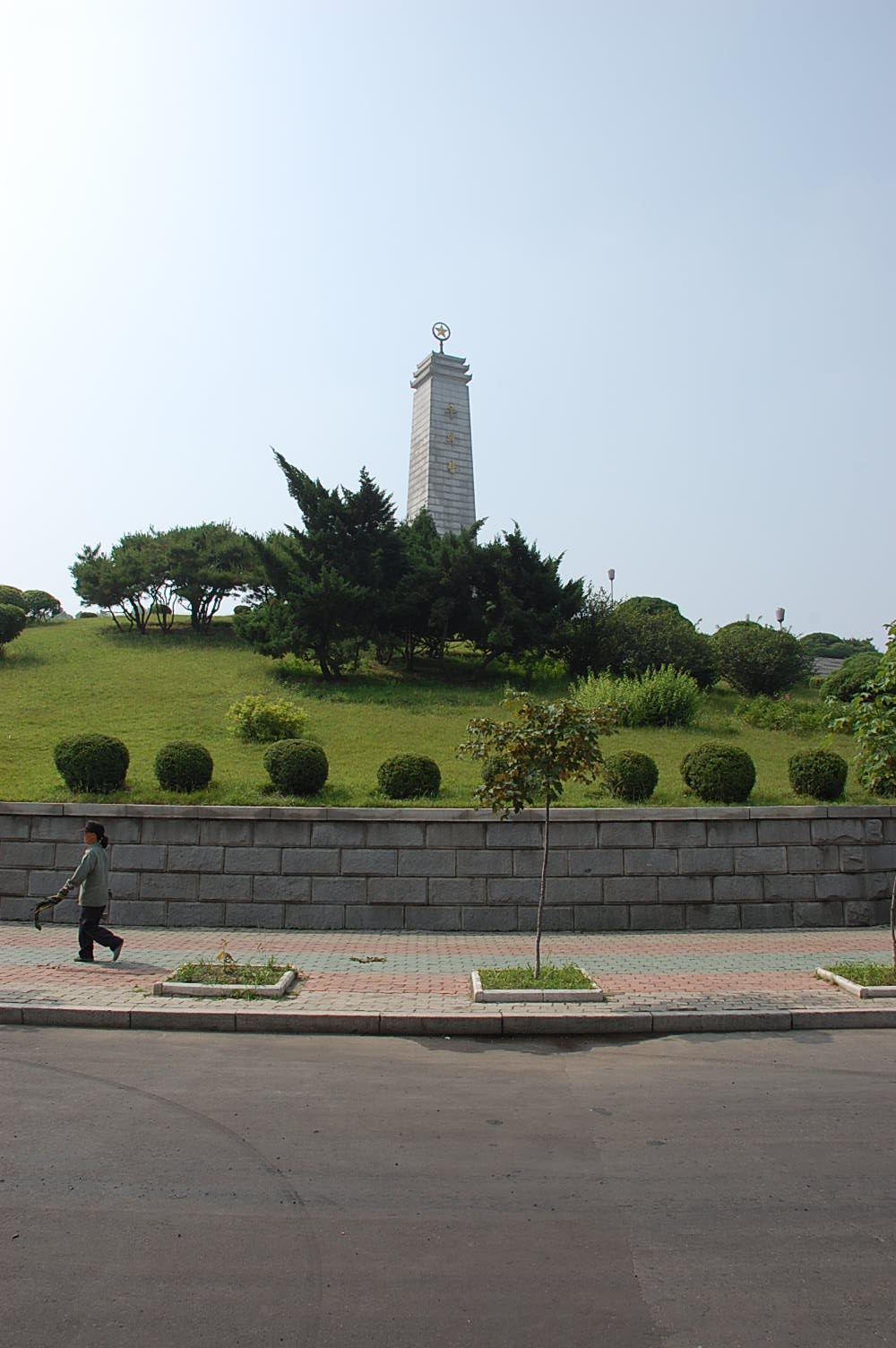
友誼塔

友誼塔（朝鲜语：／），全稱朝中友誼塔（朝鲜语：／），位於朝鮮民主主義人民共和國首都平壤市牡丹峰北麓，是平壤的標誌性建築物。於1959年10月25日，為紀念1950年中國人民志願軍支援朝鮮戰爭9週年，紀念為之戰死的軍人而建立。中国媒体常将其称为中朝友谊塔。
塔的总占地面积为12万平方米，高度为30米，由具有玉坊内部结构的一层和二层的塔身、五角星塔顶部组成。塔由1025块天然花岗石和大理石砌筑，象征中国人民志愿军赴朝参战纪念日10月25日。
塔身正面有朝鲜语写就的歌颂志愿军烈士丰功伟绩和两国友谊的碑文，两旁的基座上刻有反映两国军人并肩作战的浮雕。
至今友誼塔仍是“中朝友誼”的象徵，中國駐朝鮮大使館人員定期至此敬獻花圈，以紀念曾經戰死的志願軍軍人。

## 碑文

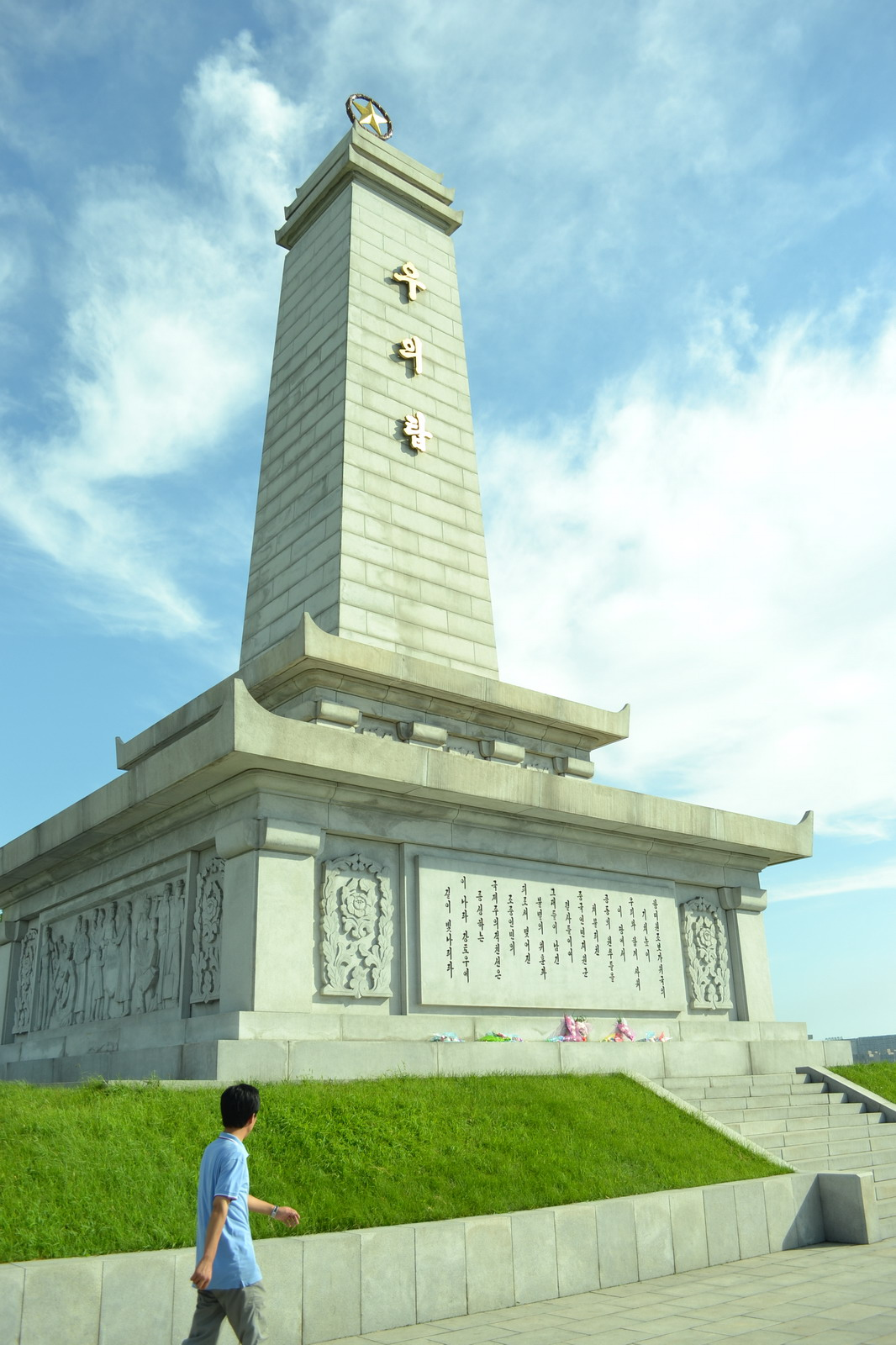
友誼塔

碑文朝鲜文原文
碑文汉谚混写
碑文中文大意
高举抗美援朝、保家卫国旗帜，同我们一道在这块土地上打败共同敌人的中国人民志愿军烈士们！你们留下的不朽业绩和用鲜血凝成的朝中人民的国际主义友谊，将在这个国家繁盛的疆土上永放光芒！